# Ero capensis
Ero capensis är en spindelart som beskrevs av Simon 1895. Ero capensis ingår i släktet Ero och familjen kaparspindlar. Inga underarter finns listade i Catalogue of Life.